# Heinrich Georg Erbshäuser
Heinrich Georg Erbshäuser (* 1844; † 1905 in München) war ein deutscher Konditormeister, der als Erfinder der Prinzregententorte gilt.

## Biographie
Heinrich Georg Erbshäuser gründete 1875 in München eine Konditorei. Sein Geschäft lag hinter dem Palais Leuchtenberg in der Nähe der Residenz des Prinzregenten Luitpold von Bayern ⊙ und wurde von wohlhabenden Adeligen und Beamten besucht. Luitpolds Sohn, Prinz Ludwig, ernannte ihn 1890 zum königlich-bayerischen Hoflieferanten.
Verschiedene Quellen nennen Erbshäuser als den Erfinder der Prinzregententorte, zum 65. Geburtstag des Prinzregenten 1886, andere Quellen schreiben die Erfindung dem allerdings schon 1872 verstorbenen Mundkoch Johann Rottenhöfer oder dem Bäcker Anton Seidl zu.
Die Konditorei wurde 1925 zum Café ausgebaut, es existiert bis heute.